# X形電波星系
X-形（或"翼形"）電波星系是一類河外電波源，具有與活動或高表面亮度的電波瓣成一定角度的兩個低表面亮度的電波瓣（「翅膀」）。這兩組波瓣對稱地穿過作為波瓣來源的橢圓星系的中心，使電波星系呈現出X形的形態，如電波圖所示（見圖）。
萊希（英語：J.P. Leahy）和帕爾馬（英語：P.Parma）於1992年首次描述了X形電波源，他們列出了11個這樣的物體。2002年有人提出，X形星系可能是最近兩個超大質量黑洞合併的自旋翻轉的位置，此後X形星系受到了廣泛關注。

## 特性
X形星系是法納羅夫-萊利II型（FRII）電波星系的一個子類。FRII天體展示了一對橫跨母橢圓星系的大型（千秒差距）電波瓣；人們認為，這些波瓣是由與超大質量黑洞周圍的吸積盤相關的噴流從星系中心噴射出來的電漿組成的。與經典的FRII電波源不同，X形星系表現出「兩對」程度相當的錯位射電波瓣。一對波瓣，即「活動」波瓣，具有相對較高的表面亮度，似乎是由星系中心的持續發射產生的。第二組「翅膀」的表面亮度較低，似乎由沿與活動瓣不同的軸噴射的電漿組成。還觀察到翅膀的光譜指數高於活動瓣，並且高度極化。除了一個例外，沒有一個X形電波源顯示出與類星體活動相關的寬闊光學發射線。宿主星系大多表現出高橢圓率，許多星系附近有伴星系。

## 起源
在他們最初的11個X形星系目錄中，萊希和帕爾馬提出「翅膀是在早期爆發中形成的，在當前核活動更新之前的幾百萬年，在此期間彈射軸已經進動。」他們指出，他們的提議與翼的低表面亮度、陡峭的無線電頻譜和高|極化是一致的，所有這些都是與舊（非活動）電波源相關的特徵。
一個被廣泛討論的X形電波源起源模型引發了超大質量黑洞的自旋翻轉。在這個模型中，星系合併導致第二個較小的超大質量黑洞沉積在原始電波星系的中心附近。 較小的黑洞與較大的黑洞形成一個二元系統，然後兩者通過引力波的發射合併。在合併過程中，較大黑洞的自旋軸由於吸收了較小黑洞的軌道角動量而突然重新定向，這是一種「自旋翻轉」。由於波瓣是由垂直於內部吸積盤發射的噴流產生的，並且由於吸積盤受到巴丁-彼得森效應的約束，垂直於黑洞的自旋軸，因此自旋方向的變化意味著波瓣方向的變化。
即使是一個相當小的黑洞，質量大約是較大黑洞的五分之一，也可能導致後者的自轉改變90度。
解釋X形電波源的替代模型包括吸積盤的翹曲不穩定性；氣體沿活動瓣葉回流和合併前的雙吸積盤相互作用。很可能所有這些機制在某種程度上都處於活躍狀態，並且重新對準的時間尺度會影響電波源形態，最快速的重新對準會產生 X 形電波源，而較慢的重新對準會導致噴流將其能量沉積到更大的體積中，從而導致 S形FRI無線電源。

## 外部連結
- Massive black hole binary evolution Review article on binary black holes
- Scientists Detect "Smoking Gun" of Colliding Black Holes Popular article on X-shaped galaxies